# Phthiracarus curiosus
Phthiracarus curiosus är en kvalsterart som beskrevs av Wojciech Niedbała 1998. Phthiracarus curiosus ingår i släktet Phthiracarus och familjen Phthiracaridae. Inga underarter finns listade i Catalogue of Life.